# استون مارتین دی‌بی۱۲
استون مارتین دی‌بی۱۲ (به انگلیسی: Aston Martin DB12) یک خودروی اسپورت است که توسط شرکت خودروسازی بریتانیایی استون مارتین تولید می‌شود. این خودرو یک گرند تورر است که در مهٔ ۲۰۲۳ به‌عنوان جایگزینی برای دی‌بی۱۱ معرفی شد.

## تاریخچه
دی‌بی۱۲ در ۲۴ مهٔ ۲۰۲۳ در جشنواره فیلم کن ۲۰۲۳ معرفی شد. دی‌بی۱۲ همچنین اولین وسیله نقلیه استون مارتین است که از لوگوی جدید این برند استفاده می‌کند.

## طراحی
دی‌بی۱۲ از نزدیک یک بازسازی تکنولوژیکی اصلی دی‌بی۱۱ با تغییراتی از دی‌بی‌اس است. در مقایسه با آن، دی‌بی۱۲ دارای جلوپنجره رادیاتور بزرگتر، عرض مسیر بیشتر و چراغ‌های جلو ال‌ئی‌دی جدید است. همچنین دارای طراحی داخلی بازطراحی شده و سامانه اطلاعات سرگرمی کاملاً جدید است که می‌تواند از اپل کارپلی و اندروید اتو پشتیبانی کند.

## انواع

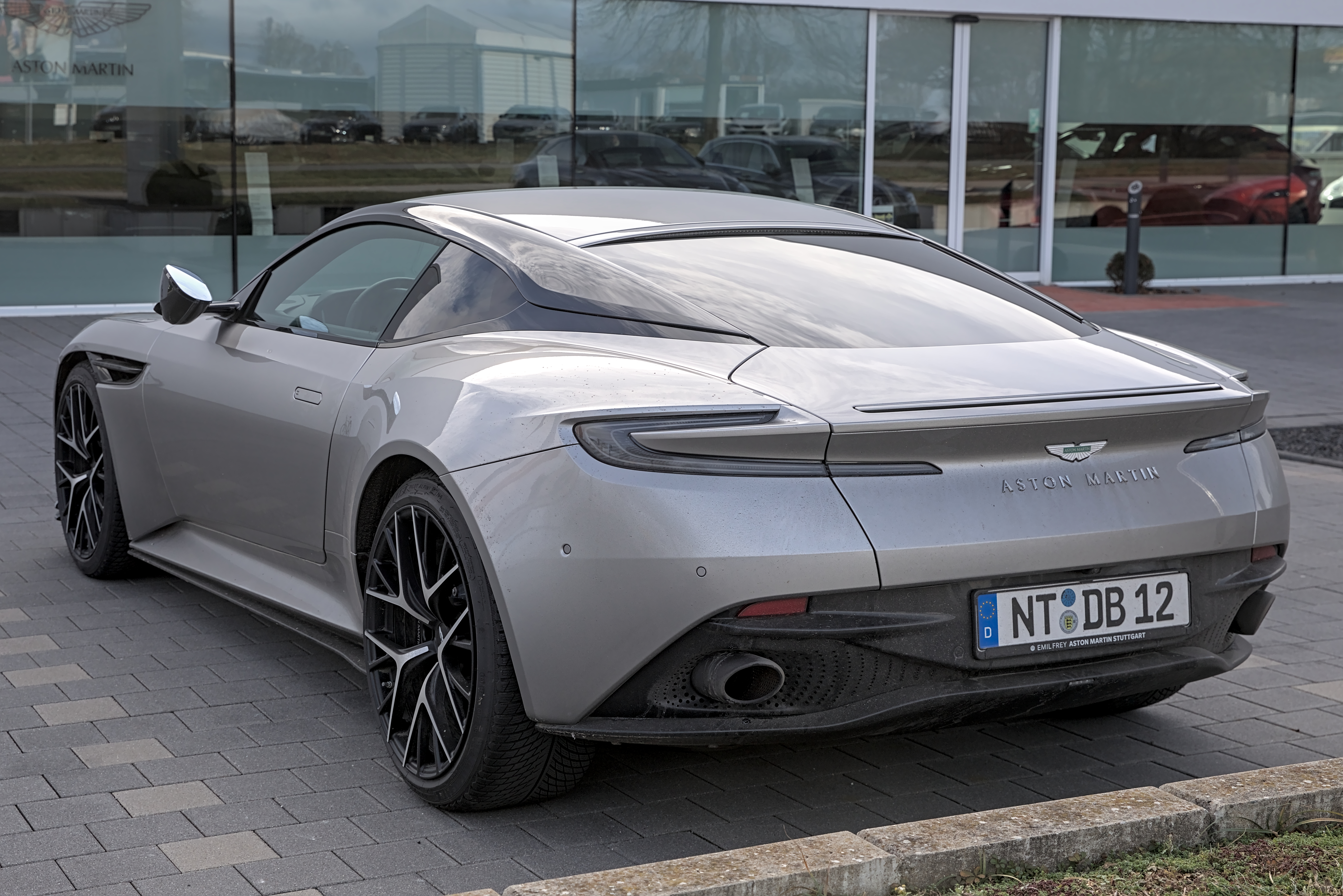
مرتبط

### دی‌بی۱۲
دی‌بی۱۲ دارای یک موتور ۴٫۰ لیتری M177 توئین توربو وی۸ با توان خروجی ۶۸۰ اسب بخار متری (۵۰۰ کیلووات؛ ۶۷۱ اسب بخار) و گشتاور ۸۰۰ نیوتن متر (۵۹۰ پوند-فوت) است. افزایش عملکرد با فشرده‌سازی بهینه، توربوشارژرهای بزرگتر و خنک‌کننده بهبود یافته حاصل می‌شود. شتاب ۰ تا ۶۲ مایل در ساعت (۰ تا ۱۰۰ کیلومتر در ساعت) از حالت ایستاده دی‌بی۱۲ در ۳٫۶ ثانیه است و بیشینه سرعت آن ۲۰۲ مایل بر ساعت (۳۲۵ کیلومتر بر ساعت) است. موتور ۵٫۲ لیتری دوازده سیلندر مدل پیشین دیگر ارائه نمی‌شود.

### دی‌بی۱۲ وولانته
استون مارتین از نسخه قابل تبدیل دی‌بی۱۲ به نام دی‌بی۱۲ وولانته در ۱۴ اوت ۲۰۲۳ رونمایی کرد. سقف وولانته یک رویه پارچه‌ای هشت لایه است که می‌تواند در ۱۴ ثانیه باز شود و در ۱۶ ثانیه بسته شود و این امکان تا سرعت ۳۱ مایل در ساعت وجود دارد. همچنین ادعا شده‌است که دی‌بی۱۲ وولانته نسبت به دی‌بی۱۱ وولانته دارای سفتی پیچشی پنج درصد بهتر است.